# Plein la vue
Pour plus de détails, voir Fiche technique et Distribution.
Plein la vue (The Family Upstairs) est une comédie muette américaine de 1926 réalisée par John G. Blystone et mettant en vedette Virginia Valli, Allan Simpson et J. Farrell MacDonald.Il est basé sur une pièce de théâtre de Broadway de 1925, The Family Upstairs de Harry Delf.

## Fiche technique
- Réalisation : John G. Blystone
- Scénario : d'après la pièce de théâtre The Family Upstairs
- Durée : 60 minutes
- Date de sortie : 1926

## Distribution
- Virginia Valli : Louise Heller
- Allan Simpson : Charles Grant
- J. Farrell MacDonald : Joe Heller
- Lillian Elliott : Emma Heller
- Edward Peil Jr. : Willie Heller
- Dot Farley : Mademoiselle Clarice
- Julie Bishop : Annabelle Heller
- Cecille Evans